# Žabot
Žabot je priimek več znanih Slovencev: 
- Vida Žabot (*1955), pedagoginja, psihologinja in publicistka, nekdanja salezijanka
- Vlado Žabot (*1958), pisatelj, novinar in urednik